# Ponte Nova
Ponte Nova este un oraș în Minas Gerais (MG), Brazilia.

## Personalități născute aici
- Darly de Paula (n. 1982), handbalistă spaniolă.